# Кит (филм)
Вижте пояснителната страница за други значения на Кит.
„Кит“ е български игрален филм (сатирична комедия) от 1970 година на режисьора Петър Б. Василев, по сценарий на Черемухин. Оператор е Емил Вагенщайн. Музиката във филма е композирана от Атанас Бояджиев. Главните роли изпълняват актьорите Георги Калоянчев, Димитър Панов, Георги Парцалев, Цвятко Николов и Григор Вачков.
Филмът има една от най-скандалните съдби в историята на българското кино. Заснет е през 1967 година, но не излиза на екран до 1970 година, когато е показан в няколко малки киносалона в значително цензурирана от комунистическите власти версия. „Кит“ сатиризира съществуващите недостатъци в икономическата и социална структура на държавата през онези години. Нещо повече, филмът недвусмислено посочва точните носители на негативните ефекти. Под прицел е съществуващият бюрократичен патос на различните управленски нива. Патос, посредством който данни и информация се манипулират в името на несъществуващи постижения.
Във филма се раждат едни от най-популярните цитати в българската кинематография.

## Продукция

### Идеята
В началото на 50-те години на XX век сценаристът Христо Михов (Черемухин) последва съпругата си в град Айтос, където тя е разпределена като лекар. Градчето е разположено близо до черноморския бряг, така че Черемухин чува много морски истории. Веднъж един от местните хора му разказва история за рибар, който уловил хамсия, но се похвалил, че е хванал скумрия. Всеки път, когато историята е разказвана, рибата става от все по-едър вид, докато накрая вече се говори за акула. Когато някои от хората отбелязали, че в Черно море няма големи акули, рибарят отговорил: „...Откъде знаете, веднъж дори и кит видях...“ Михов предприема десетдневно плаване сред стари рибари, което му помага да усвои терминологията и част от детайлите на риболова. Завръщайки се, той сяда зад пишещата машина и през 1955 година кратката новела е готова.

### Сценарий и филмиране
Когато Черемухин и съпругата му се завръщат в София, той се среща със своя познат Анжел Вагенщайн. Вагенщайн, който тогава е ръководител на сценарийната комисия към българската кинематография, веднага забелязва потенциала в представената му новела. От своя страна той запознава Михов с режисьора Петър Б. Василев (по-късно прославил се като режисьор на „Баш майсторът“). Василев и Черемухин се усамотяват в бившата царска резиденция „Ситняково“, тогава превърната в база на Съюза на писателите. За два месеца сценарият за филма е готов.
Морските сцени са заснети в Созопол. Работата протича във весела приятелска атмосфера. Григор Вачков дава много идеи за част от забавните реплики. Останалата част на филма е заснета в Киноцентъра край Бояна. Там се е намирала и вилата на „големия шеф“ Парушев (Калоянчев).

## Актьорски състав
Във филма се снимат едни от най-популярните български актьори. Калоянчев, Панов и Парцалев са във вихъра си. Това е последният филм на Цвятко Николов. Той умира малко след като филмът е пуснат през 1970 година. В някои епизоди виждаме и съпругата на режисьора – актрисата Валентина Борисова. Играта на Григор Вачков, в ролята на капитан на рибарската гемия, също трябва да се отбележи. Единият от рибарите в корабчето около Вачков е брат на съпругата му в реалния живот.
| Роля                         | Изпълнител                            |
| ---------------------------- | ------------------------------------- |
| Парушев                      | Георги Калоянчев (народен артист)     |
| Калчо Калчев                 | Димитър Панов (народен артист)        |
| главният инженер Неделчев    | Георги Парцалев                       |
| Петров, началник рибна база  | Цвятко Николов (заслужил артист)      |
| капитанът Герджиклийски      | Григор Вачков                         |
| баба Стойна                  | Стоянка Мутафова (заслужила артистка) |
| редакторът                   | Никола Динев                          |
| телеграфистът диспечер       | Георги Наумов                         |
| началник параходство Занков  | Евстати Стратев                       |
| първи зам.                   | Найчо Петров                          |
| професор Бостанджийски       | Радой Ралин                           |
| втори зам.                   | Георги Попов (заслужил артист)        |
| комсомолската секретарка     | Рената Киселичка                      |
| шофьор                       | Надя Топалова                         |
| младият научен работник      | Любомир Киселички                     |
| секретарката на Калчо Калчев | Валентина Борисова                    |
|                              | Кремена Трендафилова                  |
|                              | Катя Чукова (заслужила артистка)      |
|                              | Богдана Вульпе                        |
|                              | Валентин Русецки                      |
|                              | Герасим Младенов                      |
|                              | Борислав Иванов                       |
|                              | Ламби Порязов                         |
|                              | Георги Георгиев – Гочето              |
|                              | Н. Кръстев                            |
|                              | Ч. Казаски                            |
|                              | А. Рядков                             |
|                              | Г. Стоименов                          |
|                              | С. Михайлов                           |
|                              | Г. Киселички                          |
|                              | А. Спасов                             |
|                              | С. Павлов                             |
|                              | Б. Иванов                             |
|                              | Николай Дойчев                        |

## Отзиви и разпространение
Регистрирани са 599 350 зрители в българските киносалони. Имайки предвид, че поради цензурата филмът е показван в малки киносалони без предварителна реклама, „Кит“ привлича чувствително голяма зрителска аудитория.
След падането на тоталитарния режим през 1989/90 година филмът е излъчен по националната телевизия. Естествено, той привлича широк интерес и заема мястото си сред класическите произведения на българското киноизкуство. Впоследствие, в началото на XXI век, „Кит“ е издаден и на DVD.
Филмът е включен в книгата „50 златни български филма“ на журналиста Петко Ковачев.

## Творчески и технически екип
| Сценарий              | Черемухин                                                                          |
| Режисьор              | Петър Б. Василев                                                                   |
| Оператор              | Емил Вагенщайн                                                                     |
| Музика                | Атанас Бояджиев                                                                    |
| Редактор              | Любен Станев                                                                       |
| Художник              | Искра Личева                                                                       |
| Архитект              | Богоя Сапунджиев                                                                   |
| Звук                  | Кузман Шопов                                                                       |
| Текст на песента      | Пламен Цонев                                                                       |
| Монтаж                | Анна Радичева                                                                      |
| Втори режисьор        | Михаил Лазаров                                                                     |
| Камера                | Цанчо Цанчев                                                                       |
| Комбинирани снимки:   | Оператор: Иван Манев Художник: Минчо Минчев                                        |
| Костюми               | Саня Стаменова                                                                     |
| Грим                  | Аделина Михайлова                                                                  |
| Асистент-режисьори    | Иван Кирилов Дора Смедовска                                                        |
| Асистент-оператори    | Христо Христакиев Христос Арванитидис                                              |
| Осветление            | Исмаил Алилов                                                                      |
| Организатори          | Радослав Божков Атанас Коларов                                                     |
| Директор на продукция | Сашо Величков                                                                      |
|                       | Българска кинематография Студия за игрални филми „София“ (Copyright © 1967 – 1969) |